# Eurázsiai hiúz
Az eurázsiai hiúz (Lynx lynx) az emlősök (Mammalia) osztályának ragadozók (Carnivora) rendjébe, ezen belül a macskafélék (Felidae) családjába tartozó faj. Sárgás bundáját fekete minta övezi; a bunda mintája eltérő lehet: az erősen pettyezett bundától a tisztán látható foltokig eltérhet egyetlen fajtán belül. A hiúzok nyulakra, rágcsálókra, rókákra és akár őzekre is vadásznak.

## Előfordulása, élőhelye
Eurázsia, főként Észak-Európa és Szibéria erdeiben él. Magyarországon az Északi-középhegységben, elsősorban az Aggteleki Nemzeti Park területén fordul elő. Hazánkban nagyon ritka fajnak számít, 2012-ben a vadon élő hiúzok összlétszáma feltehetően nem haladta meg a 10-et, azonban 2015 óta folyamatosan növekszik az állomány az Aggteleki Nemzeti Park és a Bükki Nemzeti Park területén, ezt a növekedést számos kameracsapdás megfigyeléssel is alátámasztják.

## Alfajok
Az eurázsiai hiúz alfajainak számát sokáig nem ismerték pontosan, viszont a legújabb kutatások szerint az alábbi 6 a legvalószínűbb:
- Lynx lynx balcanicus Bures, 1941 - Balkán-félsziget
- Lynx lynx carpathicus Kratochvil & Stollmann, 1963 - Kárpátok és Közép-Európa
- Lynx lynx dinniki Satunin, 1915 - Kaukázus
- Lynx lynx isabellinus Blyth, 1847 - Közép-Ázsia
- Lynx lynx lynx Linnaeus, 1758 - Skandinávia, Kelet-Európa és Nyugat-Szibéria[6]
- Lynx lynx wrangeli Ognew, 1928 - Kelet-Szibéria

Az alábbi taxonok, korábban elismert alfajoknak számítottak, manapság viszont valamelyik fentinek egyes állományát képezik:
- Lynx lynx kozlowi Fetisov, 1950 - Közép-Szibéria
- †Lynx lynx sardiniae Mola, 1908 - Szardínia
- Lynx lynx stroganovi Heptner, 1969 - az Amur régiója
- Lynx lynx wardi Lydekker, 1904 - Altaj

## Megjelenése
Az állat testhossza 80–130 centiméter, marmagassága 60–75 centiméter, farokhossza 11–24,5 centiméter és testtömege 8–38 kilogramm. Egy átlagos hím 21,6 kilogramm, egy átlagos nőstény pedig 18,1 kilogramm tömegű. Az eurázsiai hiúz alkatára jellemző a hosszú láb, amelytől oldalnézetben közel négyzet alakúnak tűnik. E tekintetben a macskafélék általános felépítésétől a hiúz tér el a leginkább. A végtagok nagy, erős és kerekded mancsokban végződnek. Főként télen, amikor ezek szőrzete a legerősebb és a legtömöttebb, kiemelkedő jelentősége van annak, hogy az állat tömegét nagy felületen oszlatják szét: körülbelül 40 gramm jut egy négyzetcentiméterre. A hóban úgy halad, mintha csak hótalpakon járna, e tekintetben csak a rozsomák szárnyalja túl. Az eurázsiai hiúz a mély, kevésbé összeállt hóban sem süpped be úgy, mint például a szürke farkas, a puma vagy a tigris. Nyomai mancsról mancsra élesen elválnak egymástól, hasa szinte soha nem érinti a havat. Mellső lába a hátsó hosszának csupán 80 százalékát éri el, ezért úgy tűnik, mintha fara nehezebb volna. Így már alkata is arra enged következtetni, hogy a hiúz gyors vágtára és hatalmas ugrásokra képes. Hátsó lábán a karmok kevésbé erősen görbültek, mint a mellsőn, ahol a körülbelül 4 centiméteres karmok szinte sarlószerűen hajlanak hátra. Futás közben az állat visszahúzza őket hüvelyükbe. Rossz távfutó. Az eurázsiai hiúz bundájának alsó szőrzete igen tömött, selymes, efölött a koronaszőrök 5-7 centiméteresek. A hátoldalon a szőre sűrűbb, bár annak hosszabb szőrszálai miatt ez éppen fordítva tűnik. A vörös vagy vörösesbarna hát sötét foltozása erősen változó, de tájanként jellemző lehet. Rövid, szinte csonkának ható fekete végű farkát a hiúz fel tudja mereszteni. Az eurázsiai hiúz jellegzetes pofáján a szemek egészen elöl ülnek, így lehetővé teszik, hogy az állat egy széles mezőben a térben is lásson. Arcát alulról viszonylag hosszú pofaszakáll keretezi, amely nyomokban más macskaféléknél is látható, de messze nem ilyen kifejezett. Feltételezik, hogy mint egy parabola, elősegíti a hallást, hasonlóan a baglyok arcfátyolához. Az eurázsiai hiúz valóban nagyon jól hall, vadászat közben is leginkább erre az érzékére támaszkodik. A hiúz fülén 4 centiméter hosszú, fekete bojt van, amelynek segítségével képes a hangforrás helyét pontosan meghatározni. A bojt színe feltűnően elüt a világos hátsó fülszegélytől. A hiúz koponyája a macskafélékre jellemző, rövid, hatalmas szemfogak ülnek benne, amelyeken vékony barázda („vércsatorna”) húzódik.

## Életmódja
Az eurázsiai hiúz túlnyomórészt éjjel tevékeny, de napközben is lehetnek aktív periódusai, különösen ha éhes, és nincs kitéve üldöztetéseknek. Nappali pihenőjét valamilyen rejtett helyen tölti, ami lehet egy hasadék, barlang, üreg vagy nagyon sűrű bozót. Helyenként borz- vagy hódvárakba is behúzódik nappalra. A vadászterület annak minőségétől függően 20-60 négyzetkilométer lehet. Egyetlen éjszaka alatt akár 20 kilométernyi távot is megtehet. Többnyire magányosan jár, territóriumát vizeletének szaganyagával jelöli meg. Svédországban nem ritka, hogy egy hím jól behatárolt revírje egy családos nőstényét is magába foglalja. Ilyenkor a területet időben és térben osztják meg egymás között.

### Táplálkozása
Az állat tápláléklistája a kisemlősöktől (az egerektől) az őzekig és a szarvasborjúig terjed. Egyik legfontosabb zsákmányuk a nyúl. Méteres ugrásokkal vetik rájuk magukat, és mancsukkal ütik le őket. A dél-szibériai hegyekben viszont az őz áll prédáik között az első helyen, 46 százalékos gyakorisággal. A magas hóban ugyanis az őz nehezen halad, a hiúzok pedig éppen ehhez alkalmazkodtak. Ahol gyakori, ott a császármadár is nagy számban szerepelhet étlapjukon. Jellegzetes, területhű magatartásuk miatt a hiúzok még ott sem pusztítják túlzottan a zsákmányállatok állományát, ahol még szép számban élnek. Így a szlovák Kárpátokban az őzek évi mindössze 2,9, a gímszarvasok 1,3, illetve a zergék 5-6 százaléka esik áldozatául. Az Urálban az őzállomány évi 12 százalékát ejtik el, de komolyabb veszélyt itt sem jelentenek a zsákmányul szolgáló fajok állományára. Az eurázsiai hiúz néha rókákra és madarakra is vadászik.

## Szaporodása
Az ivarérettséget 1,5-2 éves korban éri el. A párzási időszak február–március között van. A párzásra kész nőstények vizeletükben szagjelet hagynak, a hímek pedig párt keresve barangolnak. Ilyenkor hallani érdes nyávogásukat is, egyébként csöndesek. A vemhesség 65-74 napig tart, ennek végén legfeljebb 4 kölyök jön a világra. Az ellés valamilyen jól rejtett, megközelíthetetlen helyen, amelyet előzőleg kibélelt, zajlik le. Az újszülött apróságok 250-300 grammosak. Fülnyílásukat még finom bőrredő fedi. Szemüket a 12. napon nyitják ki. Néhány nappal később kezdenek kinőni tejfogaik, és a kölykök már ki-kijárnak a vacokról. Ha felfedezik őket, anyjuk más rejtekhelyre viszi át a kicsiket. Az elválasztás félév után következik be, de a második hónap végén már a zsákmányból is esznek. Az első tél után 7-10 kilogrammot nyomnak. Az elválasztás után a kölykök még egy évig az anyjukkal maradnak.

## Természetvédelmi helyzete
Egykor egész Európában elterjedt volt, a 20. század közepére azonban Közép- és Nyugat-Európa legtöbb országában, illetve Nagy-Britanniában kihalt. Napjainkra azonban sikerült visszatelepíteni az erdőkbe.
Az eurázsiai hiúz állapota a különböző országokban és területeken:
- Franciaország: 1900 körül kiirtották, de sikerült visszatelepíteni a Vogézekbe és a Pireneusokba.
- Belgium: 2005-ben átvándoroltak Franciaországból.
- Németország: a hiúz 1850-ben kihalt. Az 1990-es években visszatelepítették a Bajor erdőbe és a Harz hegységbe. 2002-ben németországi területen megszülettek az első vad hiúzok: egy hiúzanya a Harz Nemzeti Parkban megszülte kölykét. Mára az Eifel-hegységben is megtalálhatók, valószínűleg Franciaországból vándoroltak át.
- Svájc: 1915-ben kihalt, 1971-ben visszatelepítették. Innen a hiúzok átvándoroltak Ausztriába, ahonnan korábban szintén kipusztították őket.
- Lengyelország: körülbelül 1000 hiúz van a Bialowieza-i erdőben és a Tátrában.
- Kárpátok: 2200 hiúz van a hegység területén, ami a Csehországtól Romániáig terjed; ez a legnagyobb hiúzpopuláció az orosz határtól nyugatra.
- Balkán-félsziget: Szerbiában, Észak-Macedóniában, Albániában és Görögországban összesen 50 hiúz él; a korábban kihalt populációt a Szlovéniából átvándorolt hiúzok élesztik újjá.
- Skandinávia: körülbelül 2500 hiúz él Norvégiában, Svédországban és Finnországban. A skandináv hiúzok közel álltak a kihaláshoz, de a védelemnek köszönhetően ismét növekedésnek indult a populáció. A közelmúltban a hiúzok vadászatát ismét legalizálták.
- Oroszország: az eurázsiai hiúzok több mint 90%-a él Szibéria erdeiben. Oroszország nyugati határaitól a csendes-óceáni Szahalinig elterjedt.
- Közép-Ázsia: a hiúz honos a kínai Kanszu, Hszincsiang-Ujgur Autonóm Terület, Szecsuan és Sanhszi tartományokban, illetve Mongóliában, Kazahsztánban, Üzbegisztánban, Türkmenisztánban, Kirgizisztánban és Tádzsikisztánban.
- Magyarország: hazánkban az első világháború után tűntek el teljesen, de az 1980-as években újra megjelentek a Börzsönyben, a Bükk-vidéken, az Aggteleki-karszton, és a Mátrában is. Létszámuk csekély, jelenleg alig 10 példány élhet erdeinkben. Magyarországon fokozottan védett állat.

### Állatkertekben
Mint Európában honos faj, igen kedvelt az állatkerti állat, a javarészt csak európai faunát bemutató vadasparkok némelyikében is megtalálható.
Magyarországon is általánosan elterjedt állatkerti faj, látható Nyíregyházán, Veszprémben, Miskolcon, Szegeden, Pécsen és Kecskeméten is.

## Képek

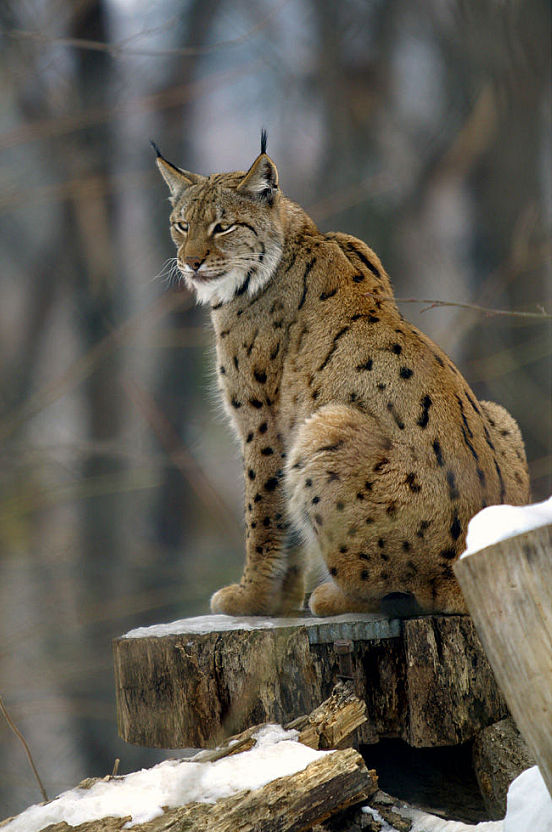
Télen
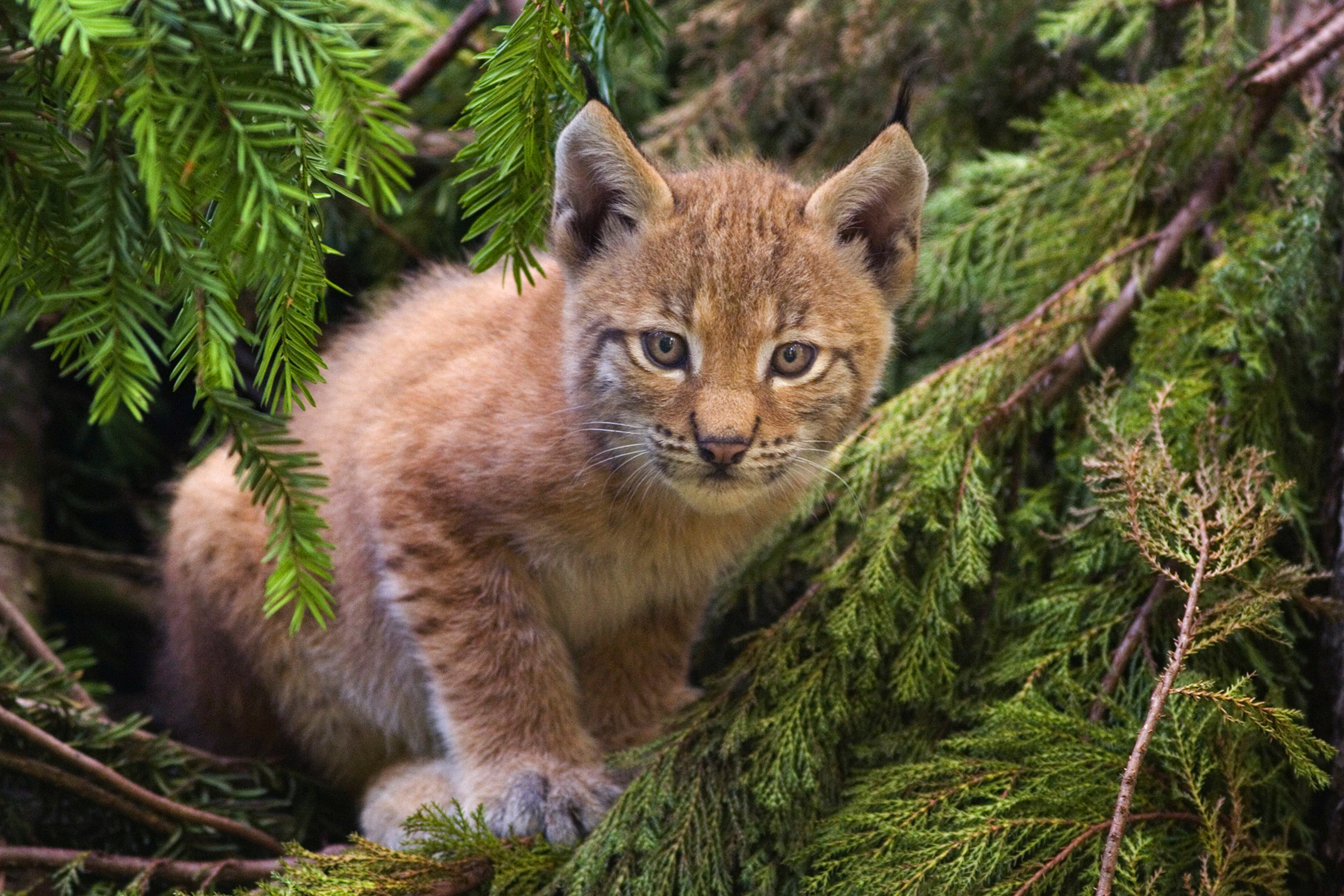
Hiúzkölyök
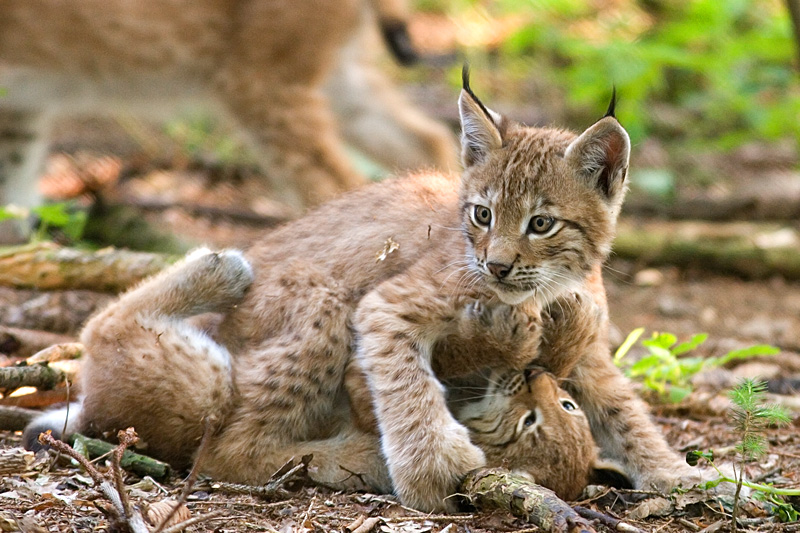
Hiúzkölykök játék közben
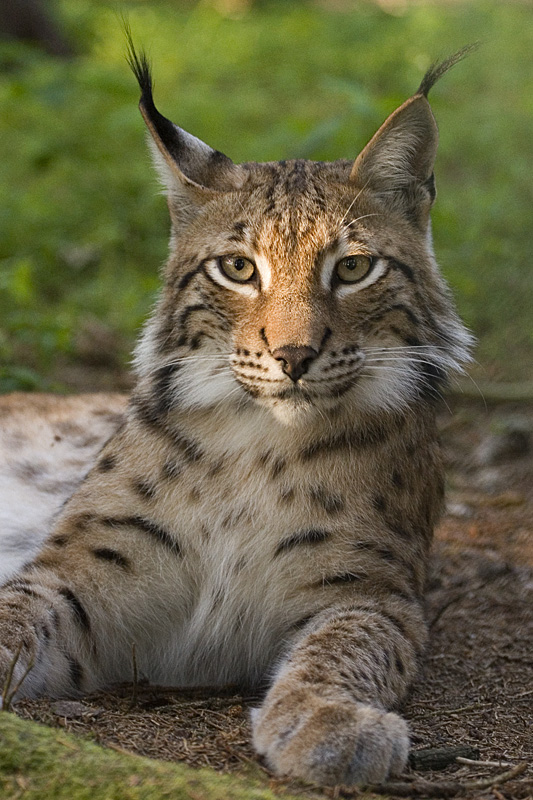